# セサル・パラシオス
セサル・パラシオス（César Palacios Chocarro, 1974年10月19日 - ）はスペインパンプローナ出身の元サッカー選手。ポジションはセンターハーフ。キャリアの全てをCAオサスナとCDヌマンシアの2つのクラブで過ごした。

## 経歴
地元パンプローナのサッカークラブ、CAオサスナのカンテラ出身。1994年4月6日、CDテネリフェ戦でトップチームデビューを果たした。この時点ではオサスナはセグンダに在籍していたが、1999-2000シーズンにはセグンダ2位の成績でプリメーラに昇格している。また、キャプテンの1人にも任命されている。
2004-05シーズンよりCDヌマンシアに移籍。スタメンに定着し、2007-08シーズンの昇格にも貢献した。2010-2011シーズン終了後、現役を引退。
スペインU-19代表に選出された経験を持つ。A代表の経験はない。